# Beugnâtre
Beugnâtre település Franciaországban, Pas-de-Calais megyében. Lakosainak száma 181 fő (2022. január 1.). Beugnâtre Vaulx-Vraucourt, Mory, Bancourt, Favreuil és Frémicourt községekkel határos.

## Népesség
A település népességének változása:
| Lakosok száma | 155  | 170  | 173  | 170  | 171  | 173  | 174  | 182  | 181  |
|               | 2013 | 2015 | 2016 | 2017 | 2018 | 2019 | 2020 | 2021 | 2022 |